# Enrique Serje
Enrique Carlos Serje Orozco (Sabanalarga, Atlántico, Colombia, 10 de enero de 1996), es un futbolista colombiano. Juega de centrocampista y actualmente milita en Everton de Viña del Mar de la Primera División de Chile.

## Clubes
| Equipo             | País     | Año         |
| ------------------ | -------- | ----------- |
| Barranquilla F. C. | Colombia | 2014 - 2016 |
| Junior             | Colombia | 2016 - 2019 |
| Once Caldas        | Colombia | 2019        |
| Santa Fe           | Colombia | 2020 - 2021 |
| Junior             | Colombia | 2022 - 2023 |
| Santa Fe           | Colombia | 2023        |
| Jaguares           | Colombia | 2024        |
| Everton            | Chile    | 2025        |

## Estadísticas
Actualizado al último partido disputado el 26 de marzo de 2023.
| Club                           | Div                 | Temporada           | Liga  | Liga  | Copa Nacional | Copa Nacional | Torneos Internacionales | Torneos Internacionales | Total | Total |
| Club                           | Div                 | Temporada           | Part. | Goles | Part.         | Goles         | Part.                   | Goles                   | Part. | Goles |
| ------------------------------ | ------------------- | ------------------- | ----- | ----- | ------------- | ------------- | ----------------------- | ----------------------- | ----- | ----- |
| Barranquilla F.C. · Colombia   | 2.ª                 | 2014                | 1     | 0     | 1             | 0             | -                       | -                       | 2     | 0     |
| Barranquilla F.C. · Colombia   | 2.ª                 | 2015                | 1     | 0     | 2             | 0             | -                       | -                       | 3     | 0     |
| Barranquilla F.C. · Colombia   | 2.ª                 | 2016                | 14    | 0     | 1             | 0             | -                       | -                       | 15    | 0     |
| Barranquilla F.C. · Colombia   | Total               | Total               | 16    | 0     | 4             | 0             | -                       | -                       | 20    | 0     |
| Junior · Colombia              | 1.ª                 | 2016                | 10    | 0     | 7             | 0             | 3                       | 0                       | 20    | 0     |
| Junior · Colombia              | 1.ª                 | 2017                | 21    | 0     | 5             | 0             | 1                       | 0                       | 27    | 0     |
| Junior · Colombia              | 1.ª                 | 2018                | 6     | 0     | 2             | 1             | -                       | -                       | 8     | 1     |
| Junior · Colombia              | 1.ª                 | 2019                | 9     | 0     | -             | -             | 2                       | 0                       | 11    | 0     |
| Junior · Colombia              | 1.ª                 | 2022                | 4     | 1     | 1             | 0             | 3                       | 0                       | 8     | 1     |
| Junior · Colombia              | 1.ª                 | 2023                | 1     | 0     | 0             | 0             | -                       | -                       | 1     | 0     |
| Junior · Colombia              | Total               | Total               | 51    | 1     | 15            | 1             | 9                       | 0                       | 75    | 2     |
| Once Caldas · Colombia         | 1.ª                 | 2019                | 12    | 0     | 1             | 0             | -                       | -                       | 13    | 0     |
| Once Caldas · Colombia         | Total               | Total               | 12    | 0     | 1             | 0             | -                       | -                       | 13    | 0     |
| Santa Fe · Colombia            | 1.ª                 | 2020                | 11    | 1     | 2             | 0             | -                       | -                       | 13    | 1     |
| Santa Fe · Colombia            | 1.ª                 | 2021                | 6     | 0     | 1             | 0             | 2                       | 0                       | 9     | 0     |
| Santa Fe · Colombia            | 1.ª                 | 2023                | 7     | 0     | 1             | 0             | -                       | -                       | 8     | 0     |
| Santa Fe · Colombia            | Total               | Total               | 24    | 1     | 4             | 0             | 2                       | 0                       | 30    | 1     |
| Jaguares de Córdoba · Colombia | 1.ª                 | 2024                | 36    | 2     | 3             | 1             | -                       | -                       | 39    | 3     |
| Jaguares de Córdoba · Colombia | Total               | Total               | 36    | 2     | 3             | 1             | -                       | -                       | 39    | 3     |
| Everton · Chile                | 1.ª                 | 2025                | 0     | 0     | 0             | 0             | -                       | -                       | 0     | 0     |
| Everton · Chile                | Total               | Total               | 0     | 0     | 0             | 0             | -                       | -                       | 0     | 0     |
| Total en su carrera            | Total en su carrera | Total en su carrera | 139   | 4     | 27            | 2             | 11                      | 0                       | 177   | 6     |

## Palmarés

### Campeonatos nacionales
| Título                | Equipo                 | Año  |
| --------------------- | ---------------------- | ---- |
| Copa Colombia         | Junior de Barranquilla | 2017 |
| Categoría Primera A   | Junior de Barranquilla | 2018 |
| Superliga de Colombia | Junior de Barranquilla | 2019 |
| Categoría Primera A   | Junior de Barranquilla | 2019 |
| Superliga de Colombia | Independiente Santa Fe | 2021 |